# Prêmio Muriqui

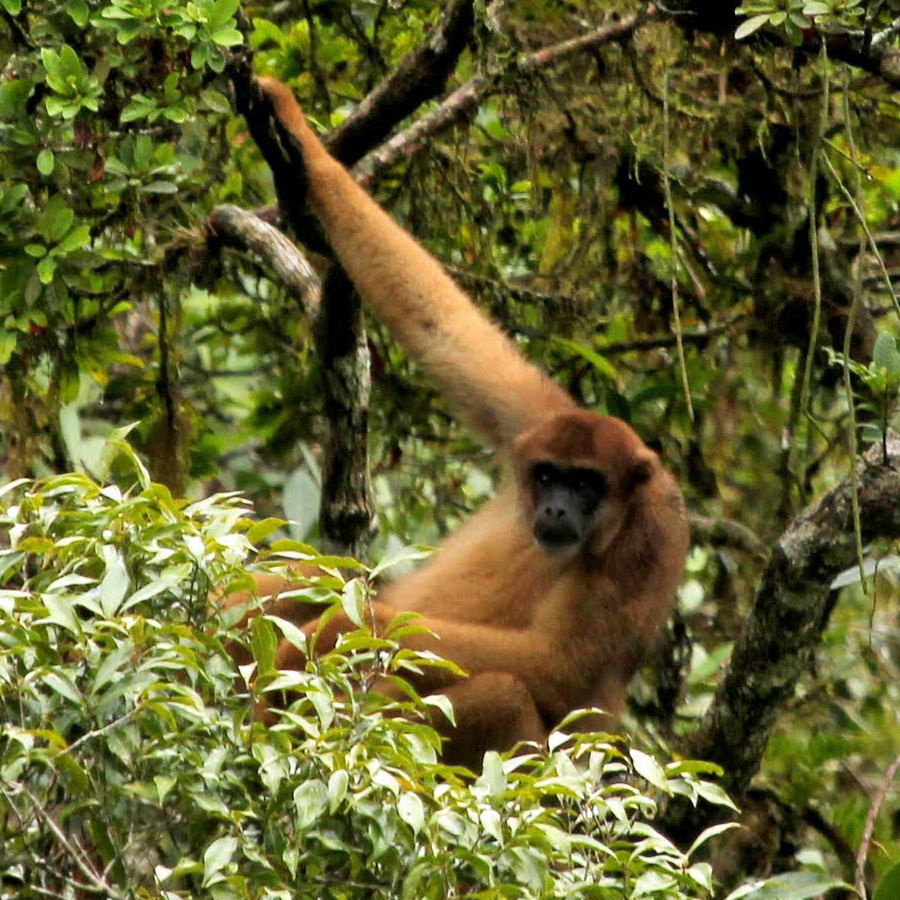
Um muriqui (Brachyteles arachnoides) na natureza.

O Prêmio Muriqui é uma distinção conservacionista brasileira.
É concedido desde 1993 pelo Conselho Nacional da Reserva da Biosfera da Mata Atlântica (RBMA), reconhecendo o trabalho de pessoas físicas ou entidades públicas e privadas, nacionais ou estrangeiras, em prol da conservação da biodiversidade, do desenvolvimento sustentável e do conhecimento científico e tradicional do bioma. É um dos prêmios de conservação mais prestigiados do Brasil.
O prêmio é uma estatueta de bronze representando um muriqui, acompanhado de um diploma. O muriqui é o animal símbolo da RBMA, e é a denominação popular de duas espécies distintas de macacos: Brachyteles arachnoides e Brachyteles hypoxanthus.
São concedidos anualmente dois prêmios, nas categorias "Instituições" (Pessoa Jurídica) e "Personalidades" (Pessoa Física). Excepcionalmente, o prêmio pode ser concedido a mais nomes de destaque no ano corrente.
Entre os contemplados estão, por exemplo, a Fundação Brasileira para Conservação da Natureza (1993), o Projeto TAMAR (1995), Sebastião Salgado e Instituto Curicaca (2009), a Sociedade Brasileira para o Progresso da Ciência (2012), a seção brasileira da Conservação Internacional e Thomas Lovejoy (2013).

## Lista de agraciados com o prêmio
Desde 1993, o prêmio já teve 88 ganhadores:

### 2021
- Ricardo Cardim
- Parque das Neblinas - Instituto Ecofuturo
- Mauricio Ruiz
- Secretaria do Meio Ambiente do Estado Ceará
- Afranio Farias de Menezes

### 2020
- Ondalva Serrano
- Associação Ambientalista Copaíba
- Parque das Dunas/BA
- Karen Strier
- Apoena

### 2019
- IPÊ - Instituto de Pesquisas Ecológicas
- Tasso Azevedo
- Instituto Florestal
- Adriana Batista de Castro

### 2018
- Sergio Lucena Mendes
- Legado das Águas
- Maria Isabel Stumpf Chiappetti
- Instituto Mater Natura

### 2017
- Belloyanis Monteiro
- ISA - Instituto Sócio Ambiental
- Instituto do Meio Ambiente de Alagoas

### 2016
- Ernst Gotshc
- Fundação Brasil Cidadão - Ceará
- Wilson Loureiro

### 2015
- Dra. Ana Maria Primavesi
- Instituto Equipe de Educadores Populares - Irati - PR
- João Lucílio Ruegger Albuquerque

### 2014
- Armin Deitenbach
- SAVE Brasil - Sociedade para Conservação das Aves do Brasil
- Guenji Yamazooe

### 2013
- Eduardo Guadagnin
- Prefeitura Municipal de Extrema - MG
- Conservação Internacional - Brasil

### 2012
- Carlos Alfredo Joly
- Sociedade Brasileira para o Progresso da Ciência - SBPC
- Thomas Lovejoy

### 2011-2010
- Márcia Hirota (2010-2011)
- Rui Barbosa da Rocha (2010-2011)
- Instituto Baleia Jubarte (2010-2011)
- APREMAVI (2010-2011)
- Elizete Sherring Siqueira (2010-2011)
- Henrique Fragoso Berbert de Carvalho (2010-2011)
- Pacto pela Restauração da Mata Atlântica (2010-2011)

### 2009
- Osvaldo Timóteo da Silva
- Instituto Curicaca
- Paulo Ramalho Pedrosa

### 2008
- Célio Murilo de Castro Vale
- Associação para Proteção da Mata Atlântica do Nordeste - AMANE
- Miguel Antônio de Goes Calmon

### 2007
- Paulo Nogueira Neto
- ONG Sol Nascente Maquiné
- Antonio Gomes dos Santos - Seu Toinho

### 2006
- Renato Pêgas Paes da Cunha
- Associação de Proprietários de RPPN da Bahia e Sergipe - PRESERVA
- Prof. Dr. Roberto Miguel Klein

### 2005
- José Carlos Carvalho
- Consórcio de Desenvolvimento Sustentável da Quarta Colônia - RS - CONDESUS
- UNESCO

### 2004
- Mário César Mantovani
- Instituto de Estudos Sócios-Ambientais do Sul da Bahia - IESB
- Programa Globo Ecologia

### 2003
- Fredmar Correia
- Museu Melo Leitão/ES

### 2002
- Aziz Ab ́Saber
- José Lutzemberger
- Mosteiro Zen do Morro da Vargem-ES

### 2001
- Alceo Magnanini
- Rede de ONGs da Mata Atlântica
- José Pedro de Oliveira Costa

### 2000
- Sebastião Salgado
- República Federal da Alemanha
- Judith Cortesão

### 1999
- João Paulo Capobianco
- Instituto de Pesquisas Jardim Botânico do Rio de Janeiro

### 1998
- Denise Marçal Rambaldi
- Fundação SOS Mata Atlântica

### 1997
- Russell A. Mittermeier
- Secretaria do Meio Ambiente do Estado de São Paulo

### 1996
- Almirante Ibsen de Gusmão Câmara
- Associação Gaúcha de Proteção ao Ambiente Natural - AGAPAN

### 1995
- Miguel Serediuk Milano
- Sebastião Salles de Sá
- Projeto Centro TAMAR/IBAMA

### 1994
- Professor Adelmar Coimbra Filho
- Projeto Centro Peixe-Boi/IBAMA

### 1993
- Roberto Lange
- Sociedade Nordestina de Ecologia –SNE
- Fundação Brasileira para Conservação da Natureza-FBCN